# François-Hyacinthe de Valpergue de Masin
Pour les articles homonymes, voir Valpergue et Masin.
François-Hyacinthe de Valpergue de Masin (en italien Francesco Giacinto Valperga di Masino), né le 3 avril 1656 à Turin et mort le 7 septembre 1736, est un ecclésiastique piémontais des XVIIe et XVIIIe siècles, évêque de Maurienne (1687-1736).

## Biographie
Francesco Giacinto Valperga di Masino est né le 3 avril 1656, à Turin. Il est issu de la famille piémontaise des comtes de Valperga (it), (écrit aussi Valpergue, Vaupargue, Vaupergue) bien en cour à Turin.
Destiné à une carrière ecclésiastique, il est docteur de théologie en Sorbonne. Diacre le 3 avril 1686, il est ordonné prêtre six jours plus tard. Aumônier de Marie-Jeanne-Baptiste de Savoie, il devient vicaire général de l'évêque de Turin.[réf. nécessaire]
Il est nommé évêque de Maurienne, le 12 mai 1687, par Victor-Amédée II de Savoie, consacré par l'évêque titulaire de Nazianze, Giuseppe Mosti, et prend possession de son siège en août de la même année. Il est pourvu par le roi Louis XIV de la commende de l'abbaye Saint-Pierre de Chalon-sur-Saône.
Il est fait commandeur de l'Ordre des Saints-Maurice-et-Lazare. Après la mort sans héritier de son frère le comte Carlo Franco Giuseppe, l'évêque Francesco Giacinto demande à posséder sa vie durant et être investi de la baronnie et du comté de Masino, et de bénéficier des droits et juridictions et inféodation de son défunt frère à l'époque de sa mort. Il devient ainsi prince du Saint-Empire. Dans son diocèse il doit faire face à une longue période de conflits entre le royaume de France et les États de Savoie qui génère plusieurs occupations.[réf. nécessaire]
En 1735, il fait édifier le grand séminaire de Saint-Jean-de-Maurienne. Il est aussi à l'origine de la restauration de la sacristie de la cathédrale Saint-Jean-Baptiste de Saint-Jean-de-Maurienne. Il a fait d'ailleurs inscrire ses armes dans la salle, « fascé d'or et de gueules de six pièces, à la « tige de chanvre arrachée de sinople brochant » sur le tout ».
Francesco Giacinto Valperga di Masino meurt le 7 septembre 1736, dans sa cinquantième année d'épiscopat. Il lègue, par testament, un grand crucifix en ivoire à la cathédrale. Son corps est déposé dans la chapelle Saint-Joseph de la cathédrale Saint-Jean-Baptiste de Saint-Jean-de-Maurienne, anciennement de Jésus, tout comme son successeur Ignace-Dominique Grisella de Rosignan. Ce dernier en réalité n'est désigné sur le siège de Saint-Jean-de-Maurienne, laissant celui-ci Sede vacante jusqu'en 1741.